# Ager-tidsel
Agertidsel (Cirsium arvense), ofte skrevet ager-tidsel, er en 50-100 cm høj urt, der vokser på agerjord og strandvolde. Agertidsel er en af de mest frygtede ukrudtsarter i jordbruget.

## Beskrivelse
Agertidsel er en flerårig urt, som tilhører Kurvblomst-familien. Væksten er opret med stive, furede stængler. Bladene er spredtstillede, ægformede og bølgede, men også fligede med tornet-tandet rand. Oversiden er mørkegrøn, mens undersiden er gråhåret.
Blomstringen sker i august-september, og de små rødlilla enkeltblomster sidder i oprette kurve, som igen er samlet i endestillede halvskærme. arten er særbo, så det er kun de hunlige planter, der danner frø. Hvert frø har en fjerformet fnok.
Rodnettet består af vandrette jordstængler, som kan ligge i 1–2 meters dybde og gerne i komprimerede jordlag. Derfra skyder lodrette skud op til overfladen. Desuden bærer jordstænglerne almindelige rødder. Denne voksemåde gør, at agertidsel kan danne tætte bestande, som dækker jorden fuldstændigt.
Højde x bredde og årlig tilvækst: 1 x 50 m (100 x 500 cm/år). Målene kan bruges til beregning af planteafstande i fx haver.

## Voksested
Agertidsel vokser på græsningsarealer, marker og ruderater, hvor den danner rene bestande. Den er en del af den højstaudeflora, som formidler successionen fra flerårigt ukrudt til krat. Det kan f.eks. ses, at arten nedkæmper bestande af alm. kvik.

## Nektar
Blomsterne rummer både nektar og pollen og søges gerne af honningbier og humlebier.

## Ukrudt
Agertidsel er en af de mest frygtede ukrudtsarter i jordbruget. De tornede blade og de dybtliggende jordstængler gør det besværligt at bekæmpe den med håndkraft, og det er ét af de gode argumenter for indførelsen af muldfjæl på ploven, at det gør det muligt at holde denne art nede.
| Portal | Portal:Botanik |